# مبنى البنك المركزي الأوروبي (تورونتو)

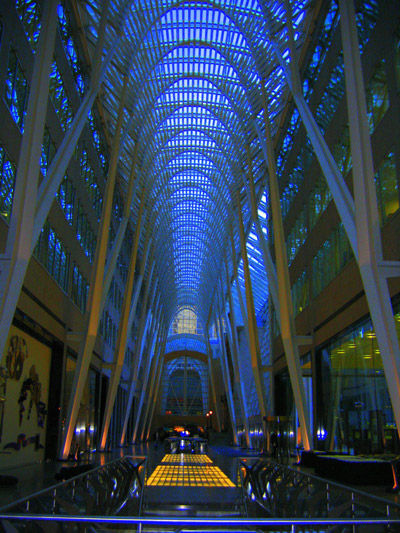
مبنى البنك المركزي الأوروبي.

في عام 1987، سانتياغو كالاترافا كان واحد من المهنيين المدعوين إلى تقديم مشروع مقترح لوسط مبنى البنك المركزي الأوروبي (BCE Place, Toronto, Canada, 1987-1992)، في وسط مدينة تورونتو. المشروع يشمل أنشطة مختلفة مثل المحلات التجارية والمطاعم، الخ.
كالاترافا يذهب إلى أبعد من ذلك من خلال اقتراح بناء نفق مغطى مساحته 130 متر. وخلافًا عن النفق الأوروبي من القرن التاسع عشر، هيكل كالاترافا مستقل ويفرض نظام جديد على عدد من المباني.
8 أبراج من الصلب مائلين إلى الداخل، يتضاعفوا نحو الأعلى وعندما يلتقوا يشكلون أقواس مكافئة قوطية، التي أكثر من 14 مترًا الذي هو ارتفاع النفق. الأعمدة الفولاذية تشكل صف منظم على مستوى الشارع، وتدعم زجاج السقف المموج الذي ارتفاعه 27 متر. خطة النفق مستطيل بقياس 30 x 3 أمتار. في وسط القاعة يرتفعوا هياكل متفرعة تدعم 9 قباب اسطوا نية متشابكة. السقف الزجاجي شفافة تحيط المساحة السفلى ببرابولات واسعة مقلوبة.
نوع بناء البنك المركزي الأوروبي يمزج نمط الرواق (الفيكتوري الجديد) مع نموذج أكثر حداثة: فكرة إدراج حديقة بين مباني الحي المالي. تبدو واضحة الإشارة إلى الهياكل القوطية، التي هي عزيزة جدًا على كالاترافا والتي يصفها كغابة من الأشجار الهيكلية.
الرواق يضمن أقدم مبنى حجري في تورونتو، المركز السابق لبنك ميدلاند (Commercial Bank of Midland) (بني 1845). مكان المشروع يضم عديد من الأبراج، وبرج خليج ويلنجتون (Bay Wellington Tower) وبرج كندا الاستئماني (Canada Trust Tower).